# Iciss Tillis
Iciss Rose Tillis (Tulsa, 6 dicembre 1981) è un'ex cestista statunitense, professionista nella WNBA.

## Carriera
È stata selezionata dalle Detroit Shock al primo giro del Draft WNBA 2004 (11ª scelta assoluta).
Con gli Stati Uniti ha disputato i Giochi panamericani di Santo Domingo 2003.